# Scheloribates nudus
Scheloribates nudus är en kvalsterart som beskrevs av Woodring 1965. Scheloribates nudus ingår i släktet Scheloribates och familjen Scheloribatidae. Inga underarter finns listade i Catalogue of Life.